# Чиж Ярослав
Ярослáв Ількович Чиж (псевдо: Ярослав Кутько 7 лютого 1894, м. Дубляни, нині Львівська область – 13 грудня 1958, Нью-Йорк, США) — український військовий та громадський діяч.

## Життєпис

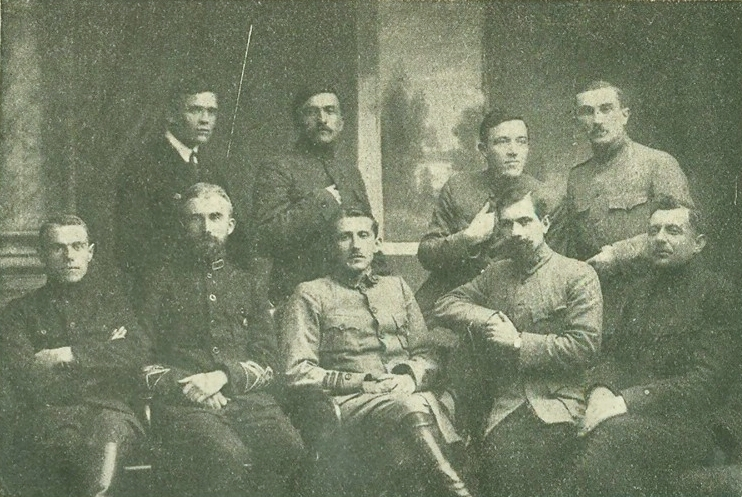
Штаб Січових Стрільців після розформування (1920) : сидять зліва направо Михайло Матчак, Андрій Мельник, Євген Коновалець, Роман Сушко, Іван Даньків; стоять зліва направо Іван Андрух, Роман Дашкевич, Василь Кучабський, Ярослав Чиж

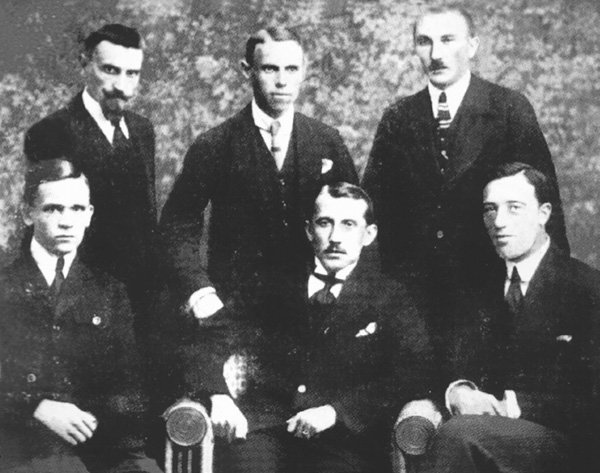
Члени Стрілецької ради у Празі в липні 1920 року. Зліва направо сидять: Іван Андрух, Євген Коновалець, Василь Кучабський; стоять: Іван Чмола, Михайло Матчак, Ярослав Чиж

Народився 7 лютого 1894 р. в Дублянах біля Львова в родині учителя.
У 1912 році закінчив українську гімназію в Перемишлі.
Старшина австрійської армії під час Першої світової війни, потрапив у російський полон.
Один з організаторів Січових Стрільців, член Стрілецької ради (серед інших 1919 року — політичний референт при штабі Осадного корпусу СС, деякий час редактор газети «Стрілецька Думка»).
1921 — член проводу УВО; згодом емігрував до Праги, де закінчив філософський факультет Карлового університету (1922).
У 1922 р. прибув до США. У 1924—1942 рр. редагував газету «Народна Воля» у Скрентоні, Пенсильванія.
Приїхав до Львова в 1929 році, був заарештований польською поліцією 2 жовтня 1929, звільнений 18 січня 1930, повернувся до США. 
1942 — член, пізніше (з 1952 р.) співдиректор пресово-інформаційного агентства The Common Councis for American Unity, дорадник американського уряду в справах національностей
1956 — співорганізатор, згодом екзекутивний директор Committee of the President's People-to-people Program. Був головою Комісії УВАН для вивчення історії української іміграції в США. 
Помер 13 грудня 1958 р. в Нью-Йорку.